# Darryl Stingley
Darryl Floyd Stingley (Chicago, 18 settembre 1951 – Chicago, 5 aprile 2007) è stato un giocatore di football americano statunitense che ha militato nel ruolo di wide receiver per i New England Patriots della National Football League (NFL). La sua carriera si interruppe bruscamente durante la pre-stagione 1978 per una lesione spinale durante uno scontro di gioco.

## Carriera
Stingley ebbe 110 ricezioni per 1.883 yard e 14 touchdown in 60 gare di stagione regolare per i Patriots. Concluse la sua carriera con 2.450 yard totali tra ricezione, corsa e su ritorno. Segnò un touchdown su corsa da 23 yard nel 1974 durante la vittoria del 1974 per 42–3 sui Baltimore Colts il 6 ottobre. Stingley segnò un touchdown su corsa da 34 yard e ricevette un altro touchdown da 21 yard nella vittoria per 21–17 sui Kansas City Chiefs il 18 settembre 1977, giorno del suo 26º compleanno.

### Infortunio
Nella pre-stagione 1978 contro gli Oakland Raiders all'Oakland Coliseum il 12 agosto, Stingley fu colpito dal defensive back dei Raiders Jack Tatum. Mentre Stingley tentava di ricevere un passaggio, lui e Tatum si scontrarono. Il casco di Stingley colpì la spalla di Tatum, comprimendo la spina dorsale e fratturando la quarta e la quinta vertebra cervicale. In seguito riuscì a riguadagnare una limitata mobilità al braccio destro ma trascorse il resto della sua vita come tetraplegico. L'infortunio giunse appena dopo che Stingley aveva terminato di negoziare un'estensione contrattuale che lo avrebbe reso uno dei wide receiver più pagati della NFL. Il nuovo contratto sarebbe stato annunciato al ritorno dei Patriots dalla West Coast ma invece non fu mai firmato.
Anche se controverso, il colpo non fu contrario alle regole NFL dell'epoca, dal momento che non fu casco-contro-casco (fu un contatto spalla-contro-casco). Nessuna penalità venne fischiata per la giocata. Al giorno d'oggi, tuttavia, la lega ha proibito tutti i colpi alla testa o al collo su un giocatore senza difese e ha proibito ai giocatori di lanciarsi in placcaggi su avversari senza difesa.
L'incidente divenne il simbolo della violenza nel football. Stingley lo descrisse come un "incidente pazzesco." Dal momento che Stingley era un giocatore giovane al picco della carriera, i suoi orribili infortuni attrassero una considerevole quantità di attenzione pubblica. In parte a causa di questo episodio, la NFL cambiò le sue regole per prevenire giocate troppo aggressive. Stingley disse al Chicago Tribune che approvava un arbitraggio più restrittivo, affermando: "Ha aperto il gioco a concedere ai ricevitori a lanciarsi in campo aperto. Ha reso il gioco più eccitante."
L'allenatore di Tatum, John Madden e molti dei suoi compagni di squadra espressero la loro solidarietà a Stingley. Dopo la partita Madden corse all'ospedale, in quello che fu l'inizio di una stretta amicizia. Madden fu l'unico visitatore all'ospedale. Nessuno dei Patriots era lì, finché chiamò la loro squadra che era già salita sull'aereo, e questa decise di scendere. L'offensive guard dei Raiders Gene Upshaw divenne anch'egli amico di Stingley e fu in seguito importante nell'assicurare benefit ai giocatori disabili attraverso l'Associazione Giocatori della NFL.
Fu raggiunto un accordo con la NFL, per il quale i Patriots acconsentirono a pagare le spese mediche per il resto della vita di Stingley oltre che pagare l'educazione sua e dei suoi figli. Stingley e Tatum non si riconciliarono mai.

## Famiglia
Il nipote, Derek Stingley Jr., gioca nel ruolo di cornerback per gli Houston Texans.